# Joaquim Augusto Mouzinho de Albuquerque

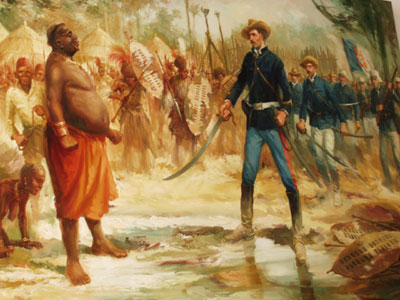
Gravura da captura de Ngungunhane.

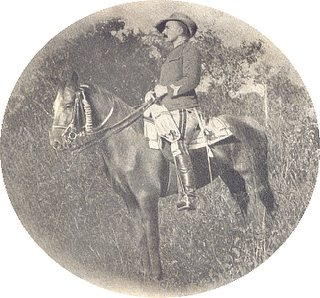
Fotografia de Mouzinho de Albuquerque montado no seu cavalo Mike em 1897.

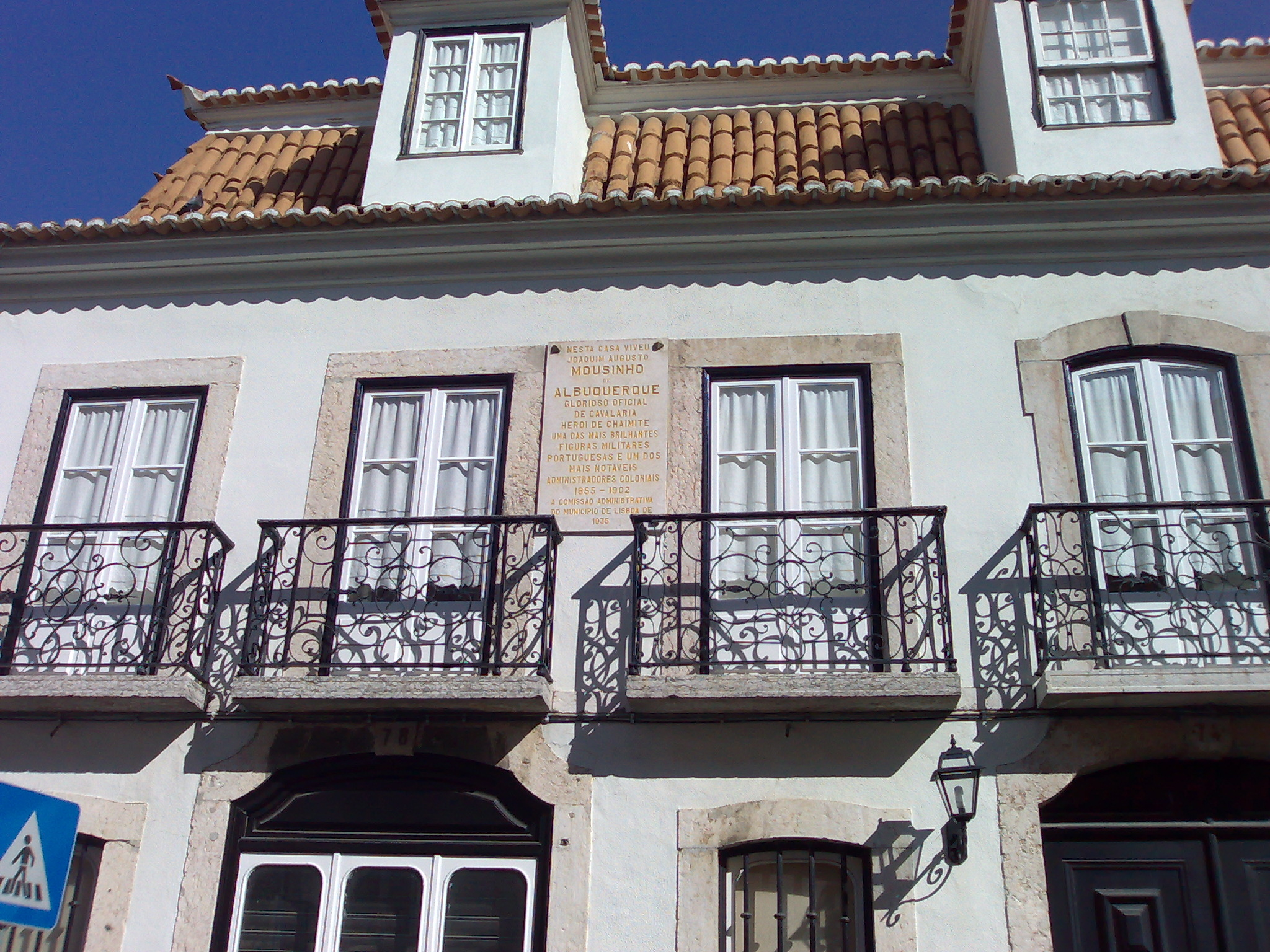
Fachada da casa de Mouzinho de Albuquerque em Lisboa.

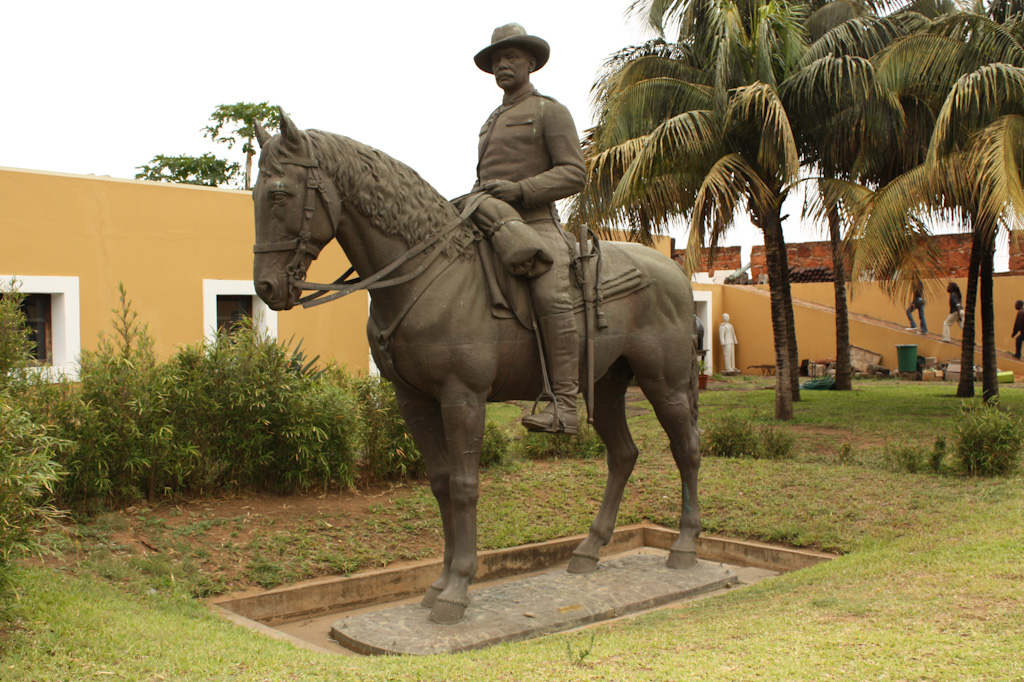
Estátua equestre em Maputo.

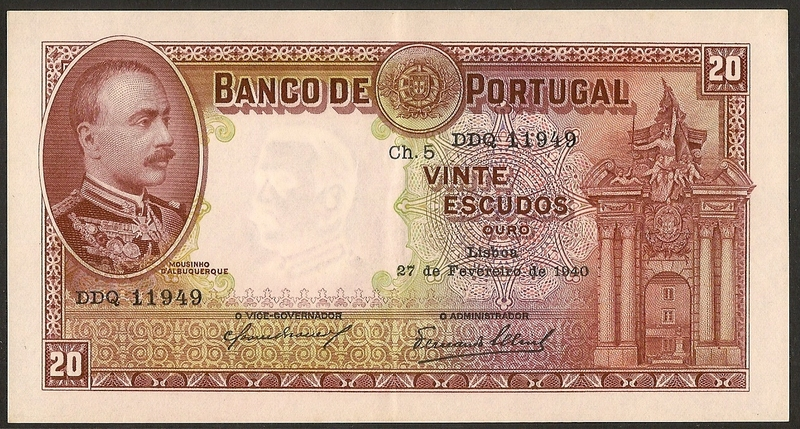
Nota de vinte escudos.

Joaquim Augusto Mouzinho de Albuquerque ComTE • GOTE • 2 MOVM • OA • ComA • MOBS • GCIC • 3 MOSRU • 4 MRDA (Batalha, Batalha, Quinta da Várzea, 11 de novembro de 1855 – Lisboa, Estrada das Laranjeiras, 8 de janeiro de 1902) foi um Oficial de Cavalaria português que ganhou grande fama em Portugal por ter protagonizado a captura do Imperador Nguni Gungunhana em Chaimite (1895) e pela condução da subsequente campanha de pacificação das populações locais à administração colonial portuguesa, ou da sua conquista e subjugação, no território que viria a constituir o actual Moçambique, e entre outras coisas uma das mais conhecidas figuras militares portuguesas, por suas vitórias em Chaimite e Gaza, durante campanhas militares em África (1894–1895), e um dos mais famosos administradores coloniais.

## Biografia
Joaquim Augusto Mouzinho de Albuquerque, nasceu em 12 de novembro de 1855 na Quinta da Várzea, concelho da Batalha, Leiria, filho de José Diogo Mascarenhas Mouzinho de Albuquerque e de sua mulher e prima-irmã e prima em segundo e terceiro graus Maria Emília Pereira da Silva e Bourbon, descendentes de uma família da nobreza local. Era neto de Luís da Silva Mouzinho de Albuquerque, pelo lado paterno, e de Joaquim Augusto Pereira da Silva da Fonseca, da Casa de Alcobaça, e do 2.º Conde de Avintes pelo lado materno.
Destinado a seguir a carreira militar, depois de estudos preparatórios, Mouzinho de Albuquerque assentou Praça como Cadete Voluntário no Regimento de Cavalaria N.º 4, frequentando na Escola Politécnica os cursos preparatórios para ingresso na Escola do Exército. Seguidamente ingressou no Real Colégio Militar, terminando o curso na Escola do Exército em 1878, sendo promovido a Alferes.
No ano seguinte matriculou-se nas Faculdades de Matemática e Filosofia da Faculdade de Ciências da Universidade de Coimbra, tendo aí casado na Freguesia da Sé Nova a 9 de março de 1879 com sua prima-irmã, duas vezes prima em segundo grau e prima em quarto grau, Maria José Mascarenhas de Mendonça Gaivão (Lagoa, Estômbar, 23 de julho de 1857 – Lisboa, 2 de setembro de 1950), Dama da Real Ordem de Santa Isabel por Sua Majestade a Rainha D. Amélia, com a Cruz Pro Ecclesia et Pontifice da Santa Sé e Vogal de Nomeação Régia do Instituto Ultramarino, filha do Dr. João José Antunes Mascarenhas Gaivão e de sua mulher e prima Maria Luísa Joana Mouzinho de Albuquerque, de quem não teve descendência.
Em 1882, Mouzinho de Albuquerque adoeceu, facto que o impediu de frequentar o 4.º ano da Universidade e o obrigou a regressar a Lisboa, onde permaneceu dois anos em inactividade. No ano de 1884 foi promovido a Tenente e nomeado Regente de Estudos no Real Colégio Militar.
Dois anos depois, partiu para a Índia, ocupando um lugar na fiscalização do Caminho-de-Ferro de Mormugão, em Mormugão, e, em 1888, foi nomeado secretário-geral do governo do Estado da Índia. Em 1890, foi promovido a Capitão, feito Oficial da Real Ordem Militar de São Bento de Avis e nomeado Governador do Distrito de Lourenço Marques, cargo que ocupou até 1892, altura em que regressou a Lisboa.
O ano de 1894 marca o regresso de Mouzinho de Albuquerque às Colónias, desta vez comandando um Esquadrão de Lanceiros que se iriam juntar às forças de expedição militar que tinha por objectivo dominar as rebeliões indígenas no Sul de Moçambique. Foi aí que Mouzinho de Albuquerque se destacou nas campanhas de África, nomeadamente a que levaria à prisão do Chefe Vátua Gungunhana.
Em 11 de novembro de 1895, as tropas comandadas por António Enes, entre as quais se encontrava Mouzinho, tomaram e incendiaram Manjacaze, a residência principal de Gungunhana, levando à fuga deste.
António Enes, então Comissário Régio em Moçambique, pediu reforços ao Governo Português, mas perante a indecisão deste, decidiu dar por terminada a sua missão e regressar a Portugal. Em consequência, em 10 de dezembro de 1895, Mouzinho de Albuquerque foi nomeado Governador Militar do Distrito de Gaza, prosseguindo com a campanha iniciada no ano anterior, entendendo que só através da prisão ou morte de Ngungunhane, então já alcunhado o Leão de Gaza, a soberania portuguesa sobre os territórios do Império de Gaza poderia ser conseguida.
Em 28 de dezembro de 1895, após uma temerária marcha de três dias em direcção a Chaimite, as tropas conduzidas por Mouzinho cercaram a povoação, prendendo o Chefe Vátua e grande parte da sua família, o qual obrigou a sentar-se no chão, acto que, em si mesmo, implicava a sua deposição, executando os seus dois Conselheiros pró-Britânicos e forçando-o a entregar mil libras em ouro, oito diamantes, armas e munições e todo o gado e marfim de que dispunha, incluindo uma taça de ouro e pedras preciosas com a legenda "To Gungunhana from Victoria Queen". Contudo, os relatórios dos outros militares que participaram na campanha, em particular o de Álvaro de Oliveira Soares de Andrea, indicam que Mouzinho sabia da decisão de Ngungunhane de não oferecer resistência, o que, de facto, se verificou.
No dia 6 de janeiro de 1896, Gungunhana e os restantes prisioneiros foram entregues, oficialmente, em Lourenço Marques, por Mouzinho de Albuquerque ao Governador-Geral da colónia, Conselheiro Joaquim da Graça Correia e Lança, para, dias mais tarde, serem enviados para Lisboa por ordem expressa de Jacinto Cândido da Silva, então Ministro da Marinha e Ultramar.
A espectacularidade da captura de Gungunhana e a campanha de imprensa que se gerou aquando de sua chegada a Lisboa e subsequente exílio para os Açores, fizeram de Mouzinho de Albuquerque, malgrado alguma contestação ao seu comportamento ético em Moçambique, uma figura muito respeitada na sociedade portuguesa dos finais do século XIX e inícios do século XX. Era então visto pelos Africanistas como esperança e símbolo máximo da reacção portuguesa à ameaça que o expansionismo das grandes potências europeias da altura constituía para os interesses lusos em África.
Depois daquele êxito militar, que granjeou numerosas manifestações de apoio em Portugal e ampla cobertura na imprensa internacional, Mouzinho de Albuquerque foi promovido a Major e nomeado 77.º Governador-Geral de Moçambique, em 13 de março de 1896, tomando posse a 21 de maio. Em 27 de novembro do mesmo ano, foi nomeado Comissário Régio.
Depois de comandar, durante o ano de 1897, as operações de ocupação colonial de Moçambique, tendo participado nos combates de Naguema (3 de março), Mocutumudo (6 de março) e Macontene (21 de julho), Mouzinho de Albuquerque partiu para Portugal, em 18 de novembro, com o intuito de resolver, pessoalmente, com o Governo de Lisboa questões relacionadas com a administração e o desenvolvimento económico da colónia de Moçambique, nomeadamente a concessão de um empréstimo que lhe permitisse proceder a algumas reformas. Em 1896-1897, só as receitas orçamentais da Colónia de Moçambique cobriam cerca de 51% das receitas totais do Império. A sua mulher organizou, no Chibuto, organizou e dirigiu, acompanhada por duas Irmãs da Congregação de São José de Cluny, o hospital de sangue da coluna de operações na Campanha de Gaza contra o rebelde Maguiguana em 1897.
Chegou a Portugal em 15 de dezembro de 1897, tendo sido recebido de forma muito calorosa. Após algum tempo de repouso, viajou pela Europa (Grã-Bretanha e Irlanda, França e Alemanha), onde foi orador convidado em diversas sociedades de geografia, em palestras que receberam grande cobertura pela imprensa.
Em 22 de abril de 1898 regressou a Moçambique sem levar nenhum resultado prático da sua presença na Metrópole, mas, em julho do ano de 1898, Mouzinho de Albuquerque recebe, finalmente, a notícia de que tinha sido concedido o tão esperado empréstimo. No entanto, no mesmo dia, foi informado de que tinha sido decidido, em 7 de julho, o fim das suas funções como Comissário Régio, o que o levou a apresentar, de imediato, a sua demissão, aceite pelo Presidente do Conselho, José Luciano de Castro, em 19 de julho.
Mouzinho de Albuquerque voltou, então, a Lisboa, sem ter realizado aquilo a que se tinha proposto, apesar de ter conseguido implementar algumas obras de fomento, bem como um importante impulso às receitas públicas, em boa parte através da imposição de pesados tributos sobre os povos locais, o que, não revertido pelos seus sucessores, seria fonte de grandes conflitos e numerosas revoltas nos anos imediatos. Apenas no seu clássico livro "Moçambique" (1899) esboçou os seguintes seis pontos principais para melhorar a política financeira da colónia: 1. É importante um correcto plano dos recursos económico-financeiros; 2. Não deveria haver subvenções financeiras da metrópole; 3. Os empréstimos deveriam ser aplicados no desenvolvimento de projectos, e não para perfazer os requisitos do orçamento; 4. Os executivos locais, os distritos e, idealmente, as províncias também deveriam «viver dos seus recursos»; 5. Os governadores deveriam receber os poderes financeiros necessários para auxiliar a «regeneração económica» de Moçambique na direcção que entendessem ser certa; 6. A função dos governantes deveria ser a de obterem empréstimos. Defendia, de igual modo, a pena de morte para Moçambicanos que fossem responsáveis pelo homicídio de Portugueses. No contexto das teorias raciais dos cientistas do seu tempo, Mouzinho de Albuquerque defendia a superioridade dos Portugueses e, consequentemente, opunha-se à assimilação colonial dos nativos conquistados.
Foi condecorado com a Medalha da Rainha D. Amélia Moçambique 1894–1895, Namarraes 1896, Gaza 1896 e Macontene 1897, e com os graus de Comendador e Grande-Oficial da Real Ordem Militar da Torre e Espada, Comendador da Real Ordem Militar de São Bento de Avis, Grã-Cruz da Ordem do Império Colonial (a título póstumo a 14 de Julho de 1932), Segunda Classe com Duas Espadas da Ordem da Águia Vermelha da Prússia e da Alemanha, Oficial da Ordem do Dragão de Mecklenburg-Schwerin, Comendador Nobre Italiano ad personam por inerência da Ordem dos Santos Maurício e Lázaro de Itália, Cavaleiro-Comendador Honorário da Distintíssima Ordem de São Miguel e São Jorge, da Grã-Bretanha e Irlanda (com o inerente título de Sir, que não podia usar por ser estrangeiro), Comendador da Ordem de Leopoldo I da Bélgica, Ilustríssimo Senhor Comendador da Real e Distinguida Ordem Espanhola de Carlos III de Espanha, Oficial da Ordem Nacional da Legião de Honra de França, etc.
Entre outros postos, foi promovido a Tenente-Coronel, e nomeado, em 28 de setembro de 1898, para o Conselho de Sua Majestade Fidelíssima com as respectivas honras de Marquês, Ajudante de Campo Efectivo e, posteriormente, Honorário, do Rei D. Carlos I de Portugal, Aio responsável pela educação do Príncipe Real D. Luís Filipe de Bragança, por inerência Oficial-Mor da Casa Real. Por excepcionais serviços prestados na Campanha de Lourenço Marques (1894-1895), foi-lhe concedida uma pensão anual e vitalícia de 800$000 réis.
A sua posição crítica face à política e aos políticos da sua época, que o invejavam e que ele detestava e aos quais chamava Conselheiros Acácios, e os rumores sobre o seu comportamento desumano durante as campanhas em África, levaram a que fosse progressivamente ostracizado e envolvido num crescente clima de intriga.
Quando a Rainha D. Amélia, intencionalmente, lhe perguntou se nunca desejara um título, lembrou-lhe polidamente a histórica resposta de D. Aleixo de Meneses, Aio de D. Sebastião I de Portugal, que, a pergunta semelhante do Rei D. Carlos I de Espanha, retorquiu: Fez-me Deus Dom Aleixo de Meneses; e outra mercê maior não podia fazer El-Rei, por isso a não fez.
Incapaz de, pela sua própria formação militar rígida e pela sua personalidade, resistir à frustração profissional, à maledicência, ao clima de intriga acerca do seu comportamento em África, Mouzinho de Albuquerque preparou minuciosamente a sua morte, suicidando-se com dois tiros de pistola, no interior de um coupé, na Estrada das Laranjeiras na tarde de 8 de janeiro de 1902. Contrariando a evidência (cartas de despedida, testemunhos, etc.), António Pinto Fraústo Mascarenhas Gaivão, em Biografia de Mouzinho de Albuquerque (Oficina do Livro, Lisboa, 2008), defendeu a tese de que Mouzinho teria sido vítima de homicídio. Foi sepultado no Cemitério dos Prazeres. À viúva as Cortes concederam uma pensão vitalícia anual de 1.200$000 (equivalente a 31.356,45 € em 2023).

## Mouzinho, o Patrono da Cavalaria
A memória de Mouzinho de Albuquerque foi repristinada durante o Estado Novo, sendo apontado como o exemplo do herói da expansão colonial portuguesa e da heroicidade da missão civilizadora que se apontava como justificação para a dominação colonial. Essa heroicidade foi acentuada durante a Guerra do Ultramar pelo que, pelos seus valorosos feitos em África, o Tenente-Coronel de Cavalaria Joaquim Augusto Mouzinho de Albuquerque foi feito patrono da Arma de Cavalaria do Exército Português, sendo apontado como um exemplo para os militares que servem naquela Arma.
Numa tradição que ainda se mantém, sempre que uma força de Cavalaria é destacada em missão no estrangeiro, em cerimónia solene é entregue ao comandante da força o Quadro Mouzinho. Sempre que não haja uma força de Cavalaria destacada o Quadro Mouzinho regressa a casa-mãe da Cavalaria, a Escola Prática de Cavalaria, local onde se encontram importantes peças do seu espólio. Um busto em cera, moldado da máscara mortuária feita da face do próprio Mouzinho aquando da sua morte, está no Museu do Regimento de Lanceiros N.º 2.

## Citações
"Este Reino é obra de Soldados." (inserida na Medalha Comemorativa das Campanhas e na Medalha Comemorativa de Comissões de Serviço Especiais)
"Essas poucas páginas brilhantes e consoladoras que há na História do Portugal contemporâneo, escrevemo-las nós, os soldados, lá pelos sertões da África com as pontas das baionetas e das lanças a escorrer em sangue."

## Escritos
- O Exercito nas Colonias Orientais, Minerva Commercial, 1893.
- Relatório sobre a Prisão do Gungunhana, Lourenço Marques, Typ. Nacional, 1896.
- A Prisão do Gungunhana, Lourenço Marques, Typ. Nacional de Sampaio e Carvalho, 1896.
- Campanha contra o Maguiguana nos Territórios de Gaza em 1897, 1897.
- Providências… desde 1 de dezembro de 1896 até 18 de novembro de 1897, Lisboa, Imp. Nacional, 1898.
- Moçambique 1896-1898, Lisboa, Ed. Manoel Gomes, 1899.
- Entre Mortos, carta inédita de Mouzinho de Albuquerque a sua Alteza o Príncipe Real D. Luis de Bragança, Lisboa, Tip. "A Editora", 1908.
- Livro das Campanhas, Lisboa, Div. de Publicações e Bibliotecas, 1935.
- Mouzinho de Albuquerque: a Renúncia do Comissário Régio, Lourenço Marques, Minerva Central, 1953.
- Pensamento e Acção de Mouzinho em Moçambique: Antologia, Lisboa, Gráf. Boa Nova, 1956.

## Condecorações e homenagens públicas
- Oficial da Real Ordem Militar de São Bento de Avis de Portugal[6]
- Comendador da Real Ordem Militar da Torre e Espada de Portugal
- Grande-Oficial da Real Ordem Militar da Torre e Espada de Portugal[3]
- 2 Medalhas Militares de Ouro de Valor Militar de Portugal[7]
- Medalha Militar de Ouro de Bons Serviços de Portugal
- Comendador da Real Ordem Militar de São Bento de Avis de Portugal[6]
- Grã-Cruz da Ordem do Império Colonial de Portugal (título póstumo, 14 de Julho de 1932)[8]
- Medalha Militar de Ouro de Serviços Relevantes no Ultramar de Portugal[7]
- Medalha Militar de Ouro de Serviços Relevantes no Ultramar Algarismo N.° 1 "Feito Heróico de Chaimite - Prisão do Gungunhana em 28 de Dezembro de 1895"
- Medalha Militar de Ouro de Serviços Relevantes no Ultramar Algarismo N.° 2 "Operações de Guerra no Distrito de Gaza 1897"
- Medalha da Rainha D. Amélia Moçambique 1894-1895 de Portugal
- Medalha da Rainha D. Amélia Namarraes 1896 de Portugal
- Medalha da Rainha D. Amélia Gaza 1896 de Portugal
- Medalha da Rainha D. Amélia Macontene 1897 de Portugal
- Segunda Classe com Duas Espadas da Ordem da Águia Vermelha da Prússia e da Alemanha[3]
- Oficial da Ordem do Dragão de Meclemburgo-Schwerin
- Comendador da Ordem de Leopoldo I da Bélgica[6]
- Ilustríssimo Senhor Comendador da Real e Distinguida Ordem Espanhola de Carlos III de Espanha[6]
- Oficial da Ordem Nacional da Legião de Honra de França[3]
- [Sir] Cavaleiro-Comendador Honorário da Distintíssima Ordem de São Miguel e São Jorge da Grã-Bretanha e Irlanda[3]
- Comendador Nobre Italiano ad personam por inerência da Ordem dos Santos Maurício e Lázaro de Itália[6]
- Espada de honra em ouro, prata e pedras preciosas oferecida pela Associação Comercial do Porto e obra do escultor José Joaquim Teixeira Lopes
- Patrono da Arma de Cavalaria[9]
- Sala Mouzinho de Albuquerque no Museu Militar de Lisboa
- Estátua equestre e duas placas de bronze do escultor Simões de Almeida, na antiga praça com o seu nome em Lourenço Marques, hoje Maputo, actualmente na Fortaleza de Maputo em Moçambique.
- Busto de autoria de Fernando Belo na praça com o seu nome na Batalha
- Representado na nota de 20$00 Chapa 5 de Portugal e numa nota de 1.000$00 de Moçambique
- Representado na Série Império de selos da Colónia de Moçambique e da Colónia da Índia[10]
- O seu nome foi ainda atribuído a várias Praças, Ruas e Avenidas de cidades portuguesas da Metrópole e do Ultramar, nomeadamente à Avenida Mouzinho de Albuquerque, em Lisboa, à Rua Mouzinho de Albuquerque, em Oeiras, e à Avenida Mouzinho de Albuquerque, na Póvoa de Varzim.

### No cinema
- Personagem do filme Chaimite (1953) de Jorge Brum do Canto, interpretado por Jacinto Ramos.
- Personagem do filme Non, ou a Vã Glória de Mandar (1990), de Manuel de Oliveira
- Personagem do filme Aqui d'El Rei! (1992) de António Pedro Vasconcelos, interpretado por José Mário Branco